# 埃武拉主教座堂
埃武拉主教座堂（葡萄牙語：Sé de Évora）是罗马天主教在葡萄牙的三个总教区之一，天主教埃武拉总教区的主教座堂，也是葡萄牙埃武拉最重要的古迹之一，位于该市的最高点。
包括埃武拉主教座堂在内的埃武拉历史中心于1988年被列为世界遗产。

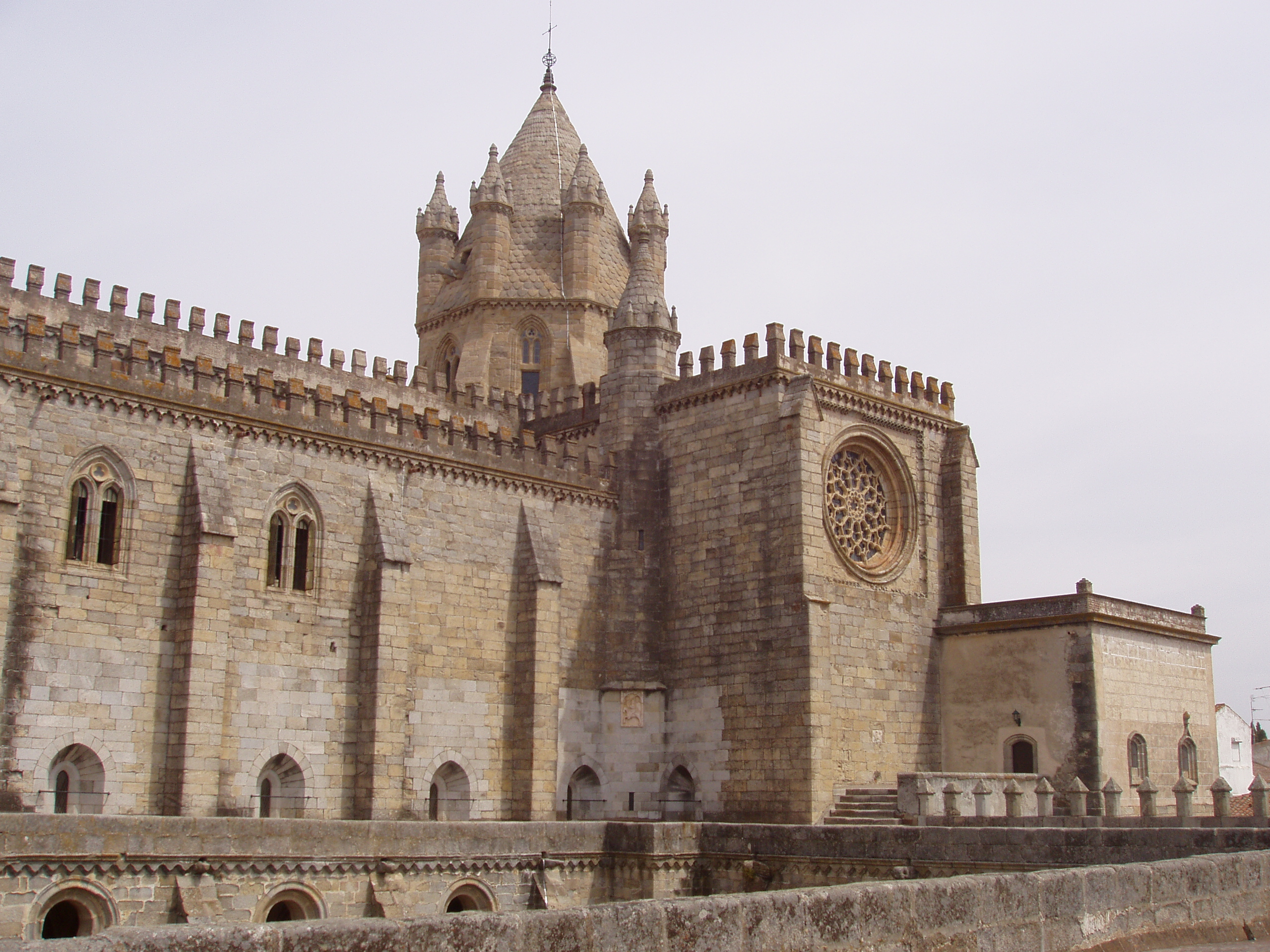

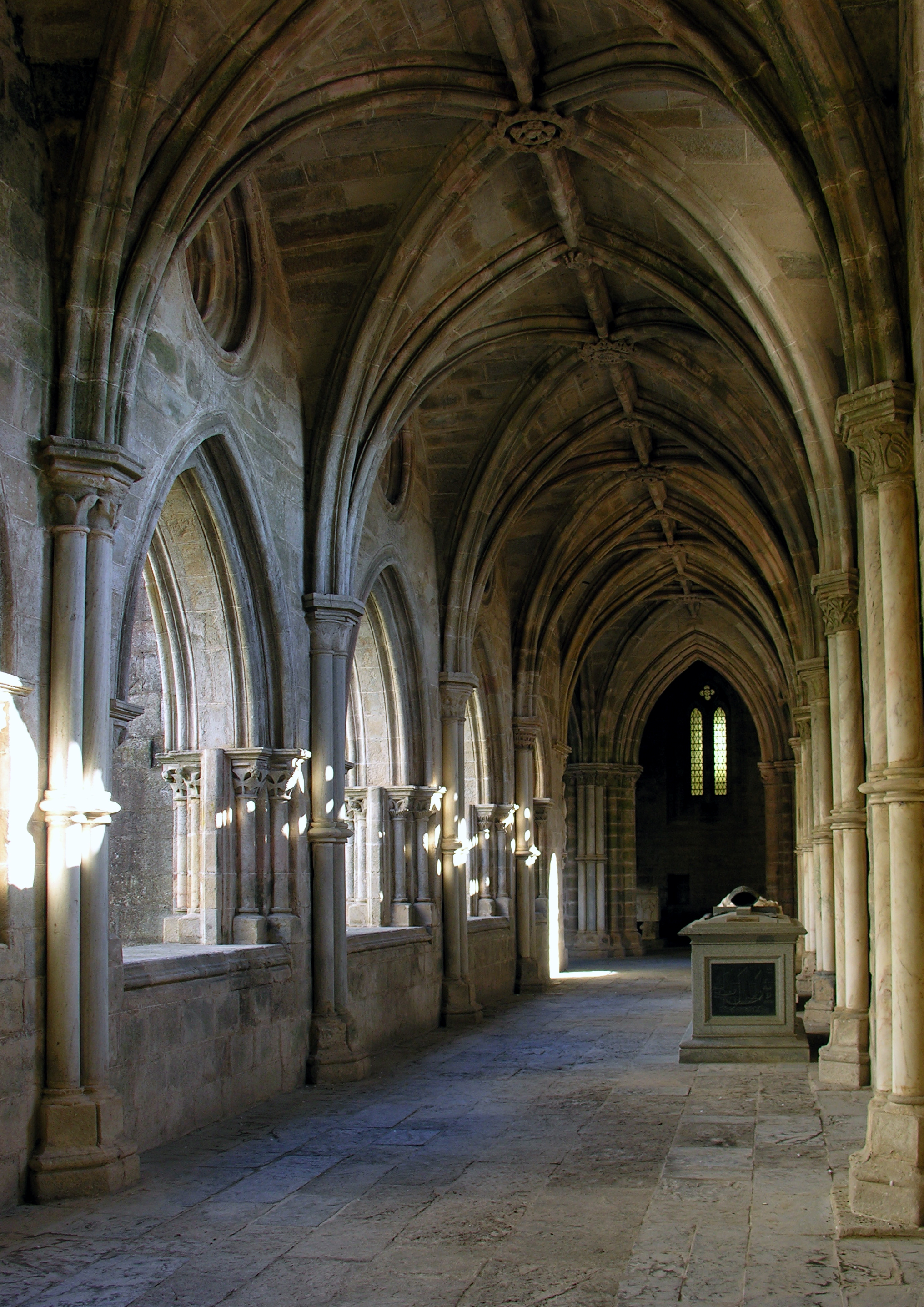